# Cymatophoropsis bivoltina
Cymatophoropsis bivoltina là một loài bướm đêm trong họ Noctuidae.